# Коњско (Ђевђелија)
Коњско (мкд. Конско) је насеље у Северној Македонији, у југоисточном делу државе. Коњско је насеље у оквиру општине Ђевђелија.

## Географија
Коњско је смештено у југоисточном делу Северне Македоније, близу државне границе са Грчком (4 km јужно од села). Од најближег града, Ђевђелије, село је удаљено 20 km западно.
Село Коњско се налази у историјској области Меглен. Село је у изворишном делу Коњичке реке, на источним падинама планине Кожуф, на приближно 560 метара надморске висине. 
Месна клима је континентална.

## Становништво
Коњско је према последњем попису из 2002. године имало 4 становника.
Већинско становништво у насељу су етнички Македонци, а некада су били Цинцари.
Претежна вероисповест месног становништва је православље.